# Prowers County
Prowers County är ett administrativt område i delstaten Colorado, USA, med 12 551 invånare. Den administrativa huvudorten (county seat) är Lamar. 

## Geografi
Enligt United States Census Bureau så har countyt en total area på 4 259 km². 4 249 km² av den arean är land och 10 km² är vatten.

### Angränsande countyn
- Kiowa County, Colorado - nord
- Greeley County, Kansas - nordöst
- Hamilton County, Kansas - öst
- Stanton County, Kansas - sydöst
- Baca County, Colorado - syd
- Bent County, Colorado - väst